# Don't Fight the Feeling (álbum)
Dont Fight the Feeling é o sétimo EP do grupo sino-sul-coreano Exo. Foi lançado em 7 de junho de 2021, e divulgado como "álbum especial" e um presente para os fãs. O lançamento do álbum marca o primeiro material inédito do grupo desde 2019 com o álbum de estúdio Obsession, e conta com o retorno dos membros Xiumin, Lay e D.O. que estavam ausentes desde Don't Mess Up My Tempo (2018). O álbum alcançou o topo do Gaon e vendeu mais de 1 milhão de cópias, o sexto álbum do Exo a atingir esta marca.

## Antecedentes e lançamento
Em meados de 2020, dois membros do grupo, Chen e Suho, entraram em hiato para prestar o serviço militar obrigatório. Alguns meses depois, dois membros que haviam previamente se alistado, Xiumin e D.O., que estavam inativos desde o quinto álbum de estúdio Don't Mess Up My Tempo, foram dispensados e retornaram as atividades do grupo. No aniversário de nove anos do debute do grupo, 8 de abril de 2021, o grupo publicou um vídeo onde os membros ativos – Xiumin, Chanyeol, Baekhyun, D.O., Kai e Sehun – comemoram o aniversário e revelam que estavam preparando o próximo lançamento.
Em 10 de maio, Exo anunciou o lançamento do álbum especial intitulado Don't Fight the Feeling. A partir do dia 24 de maio, imagens promocionais e vídeos do EP foram gradualmente lançados. Em 26 de maio, Lay, que estava inativo desde Don't Mess Up My Tempo, foi anunciado como participante no projeto. Lay não se encontrou com os demais membros em nenhum ponto devido a pandemia de COVID-19. No dia 7 de junho, o álbum e vídeo musical da faixa título homônima foram lançados simultaneamente. 
Don't Fight the Feeling contém cinco faixas incluindo a título, que foi descrita como uma música dançante com ritmo alegre. Fisicamente, o EP foi lançado em quatro versões, incluindo duas versões de photobook, uma versão em acrílico, e uma edição expansão. A edição expansão em si possuía seis versões, cada uma contando com um membro - exceto Lay - na capa.

## Lista de faixas
| N.º            | Título                                           | Letras                                                    | Música                                                                                      | Duração |  |
| 1.             | "Don't Fight the Feeling"                        | Kenzie                                                    | Mike Jiminez Damon Thomas Tesung Kim (Iconic Sound) Tha Aristocrats Tiyon "TC" MackMoon Kim | 2:56    |  |
| 2.             | "Paradise" (Coreano: 파라다이스; Paradaiseu)     | Brandon Arreaga Edwin Honoret Jake Torrey Michael Matosic | Brandon Arreaga Edwin Honoret Jake Torrey Michael Matosic                                   | 3:37    |  |
| 3.             | "No Matter" (Coreano: 훅!; Huk!)                 | Mok Ji-min (lalala Studio)                                | Skylar Mones Andreas Öberg Patrick Hartman                                                  | 3:42    |  |
| 4.             | "Runaway"                                        | Seo Ji-eum                                                | Kevin White (Rice n' Peas) Mike Woods (Rice n' Peas) Andrew Bazzi (Rice n' Peas)            | 3:27    |  |
| 5.             | "Just as Usual" (Coreano: 지켜줄게; Jikyeojulge) | Thama (Devine Channel)                                    | San (Vendors) Fascinador (Vendors) Zenur (Vendors) Shaquille Rayes                          | 3:27    |  |
| Duração total: | Duração total:                                   | Duração total:                                            | Duração total:                                                                              | 17:09   |  |